# Gomphocerippus
Gomphocerippus is een geslacht van rechtvleugeligen uit de familie veldsprinkhanen (Acrididae). De wetenschappelijke naam van dit geslacht is voor het eerst geldig gepubliceerd in 1941 door Roberts.

## Soorten
Het geslacht Gomphocerippus  is monotypisch en omvat slechts de volgende soort:
- Rosse sprinkhaan (Gomphocerippus rufus) (Linnaeus, 1758)